# Larsmo
Larsmo este o comună din Finlanda.